# Mistrovství světa v biatlonu 2024 – stíhací závod mužů
Stíhací závod mužů na Mistrovství světa v biatlonu 2024 se konal v neděli 11. února v Novém Městě na Moravě na biatlonovém stadionu Vysočina Arena jako druhý individuální mužský závod šampionátu. Start proběhl v 17:05 hodin středoevropského času.
Do závodu se kvalifikovalo 60 nejlepších závodníků z předcházejícího sprintu, startovalo jich však jen 55, když do závodu nenastoupili George Colțea, Vytautas Strolia, Jonáš Mareček, Dmitrii Shamaev a Artem Pryma.
Úřadujícím olympijským vítězem z této disciplíny byl Francouz Quentin Fillon Maillet, který dojel jedenáctý. 
Vítězem se stal obhájcem prvenství Nor Johannes Thingnes Bø. Jako pátý biatlonista dokázal obhájil vítězství na mistrovství světa v této disciplíně – před ním do dokázali Němec Ricco Groß (2003–2004), Nor Ole Einar Bjørndalen (2005–2009) a Francouzi Martin Fourcade (2011–2012, 2016–2017) s Émilienem Jacquelinem (2020–2021). Jednalo se zároveň o jeho první obhájené individuální vítězství na světových šampionátech. 30letý Nor získal osmnáctý titul mistra světa, čímž se přiblížil na rozdíl dvou zlat lídrovi této statistiky Bjørndalenovi, a po dvou stříbrných medailích první nejcennější zlatý kov na probíhajícím mistrovství.
Druhé místo obsadil vítěz sprintu Sturla Holm Laegreid. Stupně vítězů zkompletoval – stejně jako ve sprintu – další Nor Vetle Sjåstad Christiansen.

## Průběh závodu
V prvním běžeckém kole předjel Johannes Thingnes Bø vítěze sprintu, Sturlu Holma Laegreida, a na úvodní střelbu vleže přijížděl se sedmivteřinovým náskokem. Zde však nezasáhl jeden terč, a tak se do čela dostala jeho krajan Vetle Sjåstad Christiansen; Johannes Bø však vyjížděl těsně za ním. Laegreid zde udělal dvě střelecké chyby a propadl se na sedmé místo. Při druhé střelecké položce nesestřelil Johannes Bø další dva terče. Klesl na páté místo a za stále bezchybně střílejícího Christiansena se se ztrátou téměř půl minuty dostali další bezchybní střelci, Tarjei Bø a Švéd Sebastian Samuelsson. Christiansen se udržel v čele i po třetí střelbě, kdy v závodě poprvé chyboval, ale na poslední střeleckou položku přijížděl s náskokem už jen deseti vteřin před nejrychleji jedoucím Johannesem Bø a jeho bratrem Tarjeim Bø. Zatímco Tarjei Bø zde zasáhl jen jeden terč z pěti, Johannes Bø střílel čistě, vyjížděl do posledního kola s více než půlminutovým náskokem a s přehledem zvítězil. Na druhém místě odjížděli spolu Christiansen a Laegreid. Christiansen už nedokázal jet tak rychle jako v předchozích kolech, a tak jej Laegreid v polovině kola předjel a vybojoval stříbrnou medaili. Christiansen udržel třetí místo, přestože se mu čtvrtý Johannes Dale-Skjevdal přibližoval.

Z českých reprezentantů startoval jako první Michal Krčmář. První chybu udělal při druhé střelbě a klesl na 23. místo. Pak se zlepšoval a postoupil o šest pozic vzhůru. Při poslední střelbě sice nezasáhl dva terče, ale podobně chybovali i jeho nejbližší soupeři, a tak se na 17. místě udržel. V posledním kole se však před něj dostal rychleji jedoucí Němec Philipp Horn a Krčmář dojel osmnáctý. Tomáš Mikyska udělal celkově taky tři střelecké chyby, rychleji střílel, ale jel o trochu pomaleji. Skončil na 27. místě, čímž si polepšil o šest pozic oproti startu. Naopak Jakub Štvrtecký nezasáhl celkem osm terčů a pohoršil si na 47. místo. Jonáš Mareček kvůli nachlazení nestatoval.

## Výsledky
| Pořadí | č. | závodník                   | stát                   | počáteční ztráta | střelba (L+L+S+S) | čas     | ztráta  |
| --- | -- | -------------------------- | ---------------------- | ---------------- | ----------------- | ------- | ------- |
| Zlatá medaile | 2  | Johannes Thingnes Bø (yrg) | Norsko                 | 0:04             | 3 (1+2+0+0)       | 32:36,9 |         |
| Stříbrná medaile | 1  | Sturla Holm Laegreid       | Norsko                 | 0:00             | 2 (2+0+0+0)       | 33:05,6 | +28,7   |
| Bronzová medaile | 3  | Vetle Sjåstad Christiansen | Norsko                 | 0:19             | 3 (0+0+1+2)       | 33:15,4 | +38,5   |
| 4. | 6  | Tarjei Bø                  | Norsko                 | 0:38             | 4 (0+0+0+4)       | 33:30,9 | +54,0   |
| 5. | 7  | Johannes Dale-Skjevdal     | Norsko                 | 0:38             | 3 (0+0+3+0)       | 33:57,8 | +1:20,9 |
| 6. | 5  | Sebastian Samuelsson       | Švédsko                | 0:37             | 3 (0+0+2+1)       | 34:05,2 | +1:28,3 |
| 7. | 10 | Martin Ponsiluoma          | Švédsko                | 1:03             | 4 (1+1+1+1)       | 34:13,7 | +1:36,8 |
| 8. | 20 | Endre Strømsheim           | Norsko                 | 1:54             | 1 (0+0+1+0)       | 34:19,3 | +1:42,4 |
| 9. | 18 | Lukas Hofer                | Itálie                 | 1:48             | 0 (0+0+0+0)       | 34:24,8 | +1:47,9 |
| 10. | 26 | Fabien Claude              | Francie                | 2:14             | 0 (0+0+0+0)       | 34:31,9 | +1:55,0 |
| 11. | 8  | Quentin Fillon Maillet     | Francie                | 0:41             | 6 (2+2+2+0)       | 34:48,3 | +2:11,4 |
| 12. | 11 | Campbell Wright            | Spojené státy americké | 1:08             | 2 (1+1+0+0)       | 34:58,4 | +2:21,5 |
| 13. | 9  | Émilien Jacquelin          | Francie                | 0:55             | 6 (3+2+1+0)       | 35:10,8 | +2:33,9 |
| 14. | 4  | Éric Perrot                | Francie                | 0:29             | 6 (0+0+2+4)       | 35:39,4 | +3:02,5 |
| 15. | 14 | Johannes Kühn              | Německo                | 1:42             | 4 (0+1+1+2)       | 35:45,5 | +3:08,6 |
| 16. | 13 | Benedikt Doll              | Německo                | 1:41             | 4 (1+0+2+1)       | 35:52,7 | +3:15,8 |
| 17. | 25 | Philipp Horn               | Německo                | 2:12             | 3 (0+1+0+2)       | 35:56,3 | +3:19,4 |
| 18. | 19 | Michal Krčmář              | Česko                  | 1:53             | 3 (0+1+0+2)       | 35:57,8 | +3:20,9 |
| 19. | 12 | Andrejs Rastorgujevs       | Lotyšsko               | 1:17             | 6 (2+0+1+3)       | 35:59,1 | +3:22,2 |
| 20. | 15 | Tommaso Giacomel (b)       | Itálie                 | 1:43             | 6 (2+1+2+1)       | 36:03,9 | +3:27,0 |
| 21. | 16 | Philipp Nawrath            | Německo                | 1:45             | 5 (0+2+2+1)       | 36:09,3 | +3:32,4 |
| 22. | 22 | Niklas Hartweg             | Švýcarsko              | 2:06             | 2 (1+1+0+0)       | 36:25,6 | +3:48,7 |
| 23. | 21 | Dmytro Pidručnyj           | Ukrajina               | 2:05             | 3 (0+1+0+2)       | 36:39,0 | +4:02,1 |
| 24. | 27 | Jakov Fak                  | Slovinsko              | 2:19             | 3 (0+0+1+2)       | 36:41,3 | +4:04,4 |
| 25. | 39 | Anton Dudčenko             | Ukrajina               | 3:00             | 0 (0+0+0+0)       | 36:46,6 | +4:09,7 |
| 26. | 44 | Sean Doherty               | Spojené státy americké | 3:10             | 1 (0+0+1+0)       | 36:58,2 | +4:21,3 |
| 27. | 33 | Tomáš Mikyska              | Česko                  | 2:32             | 3 (1+1+0+1)       | 37:03,5 | +4:26,6 |
| 28. | 35 | Alexandr Muchin            | Kazachstán             | 2:51             | 2 (1+0+1+0)       | 37:03,7 | +4:26,8 |
| 29. | 32 | Florent Claude             | Belgie                 | 2:30             | 4 (1+0+1+2)       | 37:04,3 | +4:27,4 |
| 30. | 29 | David Komatz               | Rakousko               | 2:25             | 3 (1+1+0+1)       | 37:06,4 | +4:29,5 |
| 31. | 40 | Konrad Badacz              | Polsko                 | 3:01             | 2 (0+0+2+0)       | 37:14,3 | +4:37,4 |
| 32. | 28 | Didier Bionaz              | Itálie                 | 2:20             | 3 (2+2+0+2)       | 37:20,4 | +4:43,5 |
| 33. | 24 | Viktor Brandt              | Švédsko                | 2:09             | 4 (0+0+2+2)       | 37:24,6 | +4:47,7 |
| 34. | 54 | Otto Invenius              | Finsko                 | 3:30             | 2 (1+0+1+0)       | 37:27,0 | +4:50,1 |
| 35. | 30 | Timofej Lapšin             | Jižní Korea            | 2:27             | 5 (2+1+2+0)       | 37:32,5 | +4:55,6 |
| 36. | 37 | Pavel Magazeev             | Moldavsko              | 2:56             | 2 (1+0+1+0)       | 37:33,0 | +4:56,1 |
| 37. | 38 | Jake Brown                 | Spojené státy americké | 2:57             | 4 (1+0+2+1)       | 37:53,6 | +5:16,7 |
| 38. | 34 | Lovro Planko               | Slovinsko              | 2:49             | 3 (0+1+1+1)       | 38:13,1 | +5:36,2 |
| 39. | 49 | Felix Leitner              | Rakousko               | 3:24             | 2 (0+0+1+1)       | 38:32,9 | +5:56,0 |
| 40. | 36 | Rene Zahkna                | Estonsko               | 2:53             | 6 (0+2+2+2)       | 38:43,9 | +6:07,0 |
| 41. | 23 | Jesper Nelin               | Švédsko                | 2:08             | 6 (1+1+2+2)       | 38:50,7 | +6:13,8 |
| 42. | 50 | Sebastian Stalder          | Švýcarsko              | 3:25             | 5 (1+1+2+1)       | 38:52,3 | +6:15,4 |
| 43. | 53 | Patrick Jakob              | Rakousko               | 3:29             | 3 (0+1+1+1)       | 38:53,7 | +6:16,8 |
| 44. | 57 | Joscha Burkhalter          | Švýcarsko              | 3:33             | 4 (1+2+1+0)       | 38:54,5 | +6:17,6 |
| 45. | 42 | Maksim Makarov             | Moldavsko              | 3:07             | 4 (1+1+1+1)       | 39:06,7 | +6:29,8 |
| 46. | 47 | Anton Vidmar               | Slovinsko              | 3:18             | 5 (1+2+1+1)       | 39:13,9 | +6:37,0 |
| 47. | 41 | Jakub Štvrtecký            | Česko                  | 3:04             | 8 (3+2+3+0)       | 39:19,0 | +6:41,2 |
| 48. | 52 | Patrick Braunhofer         | Itálie                 | 3:28             | 4 (0+0+4+0)       | 39:19,1 | +6:42,2 |
| 49. | 31 | Tero Seppälä               | Finsko                 | 2:29             | 8 (2+2+3+1)       | 39:29,3 | +6:52,4 |
| 50. | 17 | Adam Runnalls              | Kanada                 | 1:47             | 10 (2+2+3+3)      | 39:46,3 | +7:09,4 |
| 51. | 55 | Heikki Laitinen            | Finsko                 | 3:31             | 5 (1+3+0+1)       | 40:25,5 | +7:48,6 |
| 52. | 45 | Vladislav Kirejev          | Kazachstán             | 3:11             | 8 (1+3+2+2)       | 40:48,3 | +8:11,4 |
| 53. | 51 | Raido Ränkel               | Estonsko               | 3:27             | 10 (0+3+4+3)      | 40:57,3 | +8:20,4 |
| LAP | 43 | Tomas Kaukėnas             | Litva                  | 3:08             | 4 (1+1+2+)        | LAP     | LAP     |
| DNF | 46 | Jeremy Finello             | Švýcarsko              | 3:17             | 6 (2+4+)          | DNF     | DNF     |
| DNS | 48 | George Colțea              | Rumunsko               | 3:22             | DNS               | DNS     | DNS     |
| DNS | 56 | Vytautas Strolia           | Litva                  | 3:32             | DNS               | DNS     | DNS     |
| DNS | 58 | Jonáš Mareček              | Česko                  | 3:35             | DNS               | DNS     | DNS     |
| DNS | 59 | Dmitrii Shamaev            | Rumunsko               | 3:36             | DNS               | DNS     | DNS     |
| DNS | 60 | Artem Pryma                | Ukrajina               | 3:37             | DNS               | DNS     | DNS     |
| Zdroj: (yrg) – vedoucí závodní světového poháru, disciplíny a obhájce vítězství, (b) – nejlepší závodnice do 25 let |    |                            |                        |                  |                   |         |         |